# توشینوری کوگا
توشینوری کوگا (انگلیسی: Toshinori Koga؛ زادهٔ ۲۴ مهٔ ۱۹۴۸) بوکسور اهل ژاپن بود.